# Biblioteca Oxboro

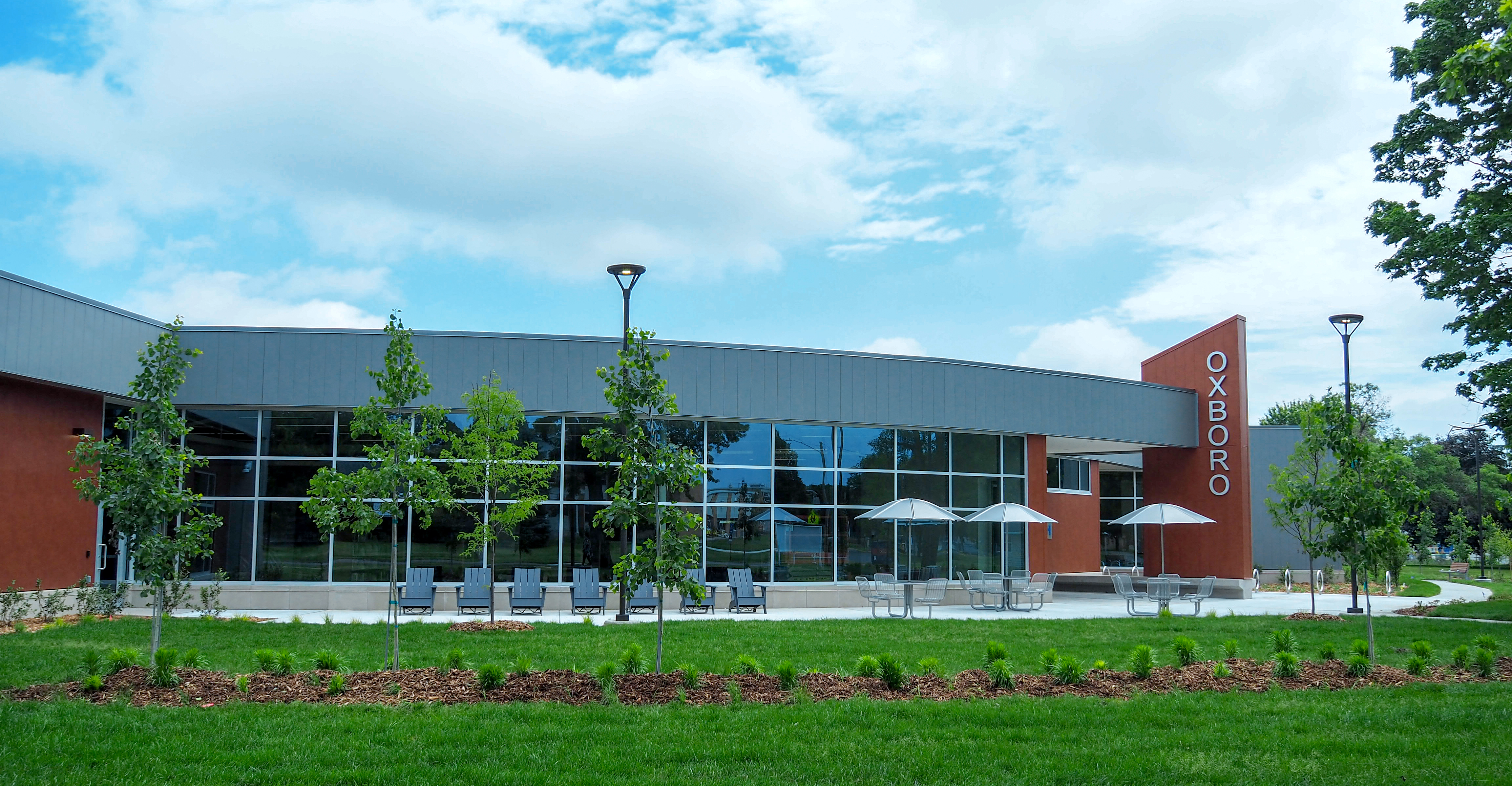
La Biblioteca Oxboro, junio de 2019

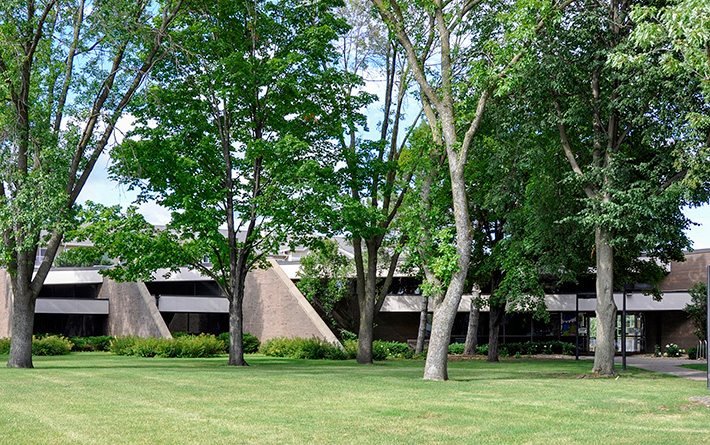
La Biblioteca Oxboro antes de la renovación de 2019

La Biblioteca Oxboro es una biblioteca pública en Bloomington, Minnesota, Estados Unidos. Sirve a los residentes en Bloomington y Richfield. Es la segunda biblioteca independiente construida en la ciudad, y reemplazó la biblioteca anterior que estuvo desde 1962 hasta 1973. La biblioteca abrió en 1975, y después se renovó en 2003 a 2004 y de nuevo en 2018 a 2019. La biblioteca fue diseñada por Kilstofte Associates Architects de Wayzata, Minnesota. La construcción de la biblioteca tuvo un costo total de $0,77 millones de dólares en 1975.

## Historia
Originalmente, la única biblioteca en Bloomington se ubicaba en la Avenida Nicollet y se llamaba la Biblioteca Bloomington. La Biblioteca Bloomington era un supermercado que se había convertido en una biblioteca, y abrió en 1961 para servir a 22.000 miembros de la comunidad. Más tarde la biblioteca le quedó pequeña a la ciudad y debido a su tamaño ya no podía servir adecuadamente a toda la ciudad de Bloomington. El concejo municipal y el Condado de Hennepin empezó a recibir pedidos para una biblioteca más grande y para un mayor número de bibliotecas pocos años después de que abrieron la Biblioteca Bloomington.
La Biblioteca Oxboro se ubica en lo que antes era el sitio de una granja lechera de dos acres (0,8 hectáreas) en Bloomington. Debido al interés en el lugar como sitio para la nueva biblioteca, el Condado de Hennepin ofreció comprar el terreno de la familia de Erasmus Bischof, la cual había tenido la propiedad desde 1912. La granja fue declarada en ruina por el Condado en abril de 1972. Le ofrecieron $73.800 dólares a la familia para vender el terreno para futuro desarrollo, incluyendo a la Biblioteca Oxboro y la familia lo aceptó. La granja de los Bischof se mudó a Chaska, Minnesota. Hoy en día, la biblioteca está situada donde antes estaba la casa de los Bischof y su establo.

## Nombre de la biblioteca
El nombre Biblioteca Oxboro deriva del nombre del barrio histórico donde se encuentra. Cuatro hermanos llamados Thomas, Wallace, John, y Robert Oxborough se instalaron en el área de la Avenida Lyndale. En 1910, el ferrocarril Dan Patch se construyó en Bloomington y estableció una estación en el terreno de Matthew Oxborough, llamada Oxborough Heath. Mientras más negocios se establecieron en el área, más tráfico había, y el nombre se acortó a Oxboro. Debido a la sugerencia del Oxboro Junior Federated Women’s Club, una organización local, el Condado le puso el nombre Oxboro a la nueva biblioteca, así para usar un nombre de la historia del área.

## Inauguración
Empezaron la construcción de la nueva biblioteca el 27 de septiembre de 1973. La biblioteca abrió el 9 de febrero de 1975. La Biblioteca Oxboro fue la primera biblioteca pública del Condado de Hennepin diseñada para hospedar a materiales audiovisuales junto a su colección de medios escritos. En el Media Center (centro de tecnología) que entonces existía, era posible poner discos, cintas grabadoras, y cintas de ocho pistas. También estaba equipado con proyectores, filminas y una televisión.

## Renovaciones
La primera renovación para la biblioteca tomó lugar desde noviembre de 2003 hasta abril de 2004. Los arquitectos Hagen, Christensen y McIlwain diseñaron el proyecto. Además de nuevas luces y sillas, la renovación incorporó internet inalámbrico, una área para materiales en otras lenguas, y un proceso rápido para sacar materiales. El área para materiales en otras lenguas incluía revistas, periódicos, libros y materiales audiovisuales en español, vietnamés, hmong, somalí, ruso y francés. La biblioteca también expandió sus áreas de estudio silencioso.

La Biblioteca Oxboro se renovó otra vez desde agosto de 2018 hasta el 10 de julio de 2019. Estas renovaciones más recientes incluyeron la actualización de los asientos, la estantería, el tapete y las luces. Los planes también incluyeron áreas específicamente para niños y adolescentes, espacios para estudio silencioso y de colaboración, y computadoras adicionales. El presupuesto para la renovación fue $6,7 millones de dólares.

## Arte en la Biblioteca
Una obra destacada en la biblioteca es una pintura debajo del Bloomington Ferry Bridge, un puente local, hecho por Rex Mhiripiri. Donada por el artista, la obra se instaló en la habitación principal de la biblioteca durante la renovación de 2004. El puente, lo cual mide una milla (1,6 km) de longitud, atraviesa el río Minnesota y conecta Bloomington a Shakopee, Minnesota.
Mhiripiri especializa en destacar el arte zimbabuense y las esculturas de la gente de Shona. Aparte de resaltar obras culturales, sus pinturas a menudo incluyen paisajes de Minnesota y animales africanos.